# Raión de Kúibyshev (Kaluga)
El raión de Kúibyshev (ruso: Ку́йбышевский райо́н) es un distrito administrativo y municipal (raión) ruso perteneciente a la óblast de Kaluga. Se ubica en el oeste de la óblast. Su capital es Bétlitsa.
En 2021, el raión tenía una población de 7451 habitantes.
El raión es limítrofe al sur con la óblast de Briansk y al oeste con la óblast de Smolensk. Su territorio es completamente rural.
Fue fundado en 1939 y recibe su nombre en referencia a Valerián Kúibyshev, líder comunista que había fallecido cuatro años antes, con poco más de cuarenta años. Antes de la creación de la actual óblast de Kaluga en 1944, el raión de Kúibyshev formaba parte de la óblast de Smolensk.

## Subdivisiones
Comprende 134 localidades rurales, agrupadas en cinco asentamientos rurales, cuyos ayuntamientos se ubican en el posiólok de Bétlitsa (la capital), los pueblos de Butchino, Zherelevo y Mókroye y la aldea de Vysókoye.